# Bob Crosby
Pour les articles homonymes, voir Bob et Crosby.
George Robert Bob Crosby (né le 23 août 1913 à Spokane, dans l'État de Washington et mort le 9 mars 1993 à La Jolla, en Californie) est un chef d'orchestre et un chanteur de jazz américain. Il est le frère de Bing Crosby.

## Biographie
Suivant l'exemple de son frère, Bob Crosby fait ses débuts comme chanteur dans l'orchestre d'Anson Weeks (en) (1932-1934). Il collabore ensuite avec les frères Dorsey (1934-1935) puis avec Gil Rodin (en) jusqu'au début des années 1940, tantôt en big band, tantôt avec le groupe plus réduit des Bob Cats.
Il côtoie alors Yank Lawson (en), Sterling Rose et Billy Butterfield à la trompette, Matty Matlock, Eddie Miller (en), Gil Rodin (en) et Deane Kincaide au saxophone, le pianiste Bob Zurke (en), le guitariste Nappy Lamare, le bassiste Bob Haggart et le batteur Ray Bauduc. Le groupe enregistre beaucoup pour le label Decca.
Bob Crosby fait alors aussi plusieurs apparitions au cinéma : Sis Hopkins (1941), Presenting Lily Mars (1942), As Thousands Cheer (1942), Holiday Inn (1942), ...
Le groupe se sépare, et Bob Crosby s'engage dans les Marines. Il sert jusqu'en 1944, puis se tourne vers la radio et la télévision, comme chanteur et producteur. Dans les années 1960, il s'éloigne un temps de la musique et devient homme d'affaires. Dans les années 1970, il dirige régulièrement l'orchestre de Disneyland.
Il meurt d'un cancer le 9 mars 1993.

## Filmographie partielle

### En tant qu'acteur
- 1943 : Reveille with Beverly de Charles Barton
- 1943 : La Parade aux étoiles de George Sidney
- 1944 : See Here, Private Hargrove de Wesley Ruggles
- 1959 : Millionnaire de cinq sous de Melville Shavelson

## Sources
- (en) Cet article est partiellement ou en totalité issu de l’article de Wikipédia en anglais intitulé « Bob Crosby » (voir la liste des auteurs).

- (de) Cet article est partiellement ou en totalité issu de l’article de Wikipédia en allemand intitulé « Bob Crosby » (voir la liste des auteurs).